# Parmelina labrosa
Parmelina labrosa är en lavart som först beskrevs av Alexander Zahlbruckner, och fick sitt nu gällande namn av Elix & J. Johnst. Parmelina labrosa ingår i släktet Parmelina och familjen Parmeliaceae.   Inga underarter finns listade i Catalogue of Life.